# Saint-Cassien, Isère
Saint-Cassien là một xã của tỉnh Isère, thuộc vùng Rhône-Alpes, đông nam nước Pháp.